# Амер (река)
Амер (нидерл. Amer) — река в Нидерландах в провинции Северный Брабант. Она является продолжением реки Бергсе-Маас от места, где в неё впадает река Донге возле Рамсдонксвера, и течёт до Лаге-Звалюве, где, сливаясь с Ньиве-Мерведе, образует реку Холландс-Дип.
Несмотря на малую длину, река Амер является важной транспортной артерией; её средняя ширина составляет 400 м. Течение Амера образует южную границу национального парка Бисбосх. В Гертрёйденберге, на берегу Амера, расположена названная в честь реки тепловая электростанция Амерсентрале.